# Marie François Vincent Michel Babey
 (mai 2025).
Marie François Vincent Michel Babey est un homme politique français né le 5 avril 1774 à Orgelet (Jura) et décédé le 10 novembre 1849 à Besançon (Doubs).
Conseiller d'arrondissement, maire d'Orgelet en 1811, il est député du Jura de 1815 à 1816, de 1821 à 1823 et de 1828 à 1830. Il est nommé conseiller à la Cour d'Appel de Besançon en 1816.

## Sources
« Marie François Vincent Michel Babey », dans Adolphe Robert et Gaston Cougny, Dictionnaire des parlementaires français, Edgar Bourloton, 1889-1891 [détail de l’édition]